# Spanischer Pfeffer
Spanischer Pfeffer (Capsicum annuum) oder Paprika ist eine Pflanzenart aus der Familie der Nachtschattengewächse (Solanaceae).
Paprika wird in mehreren Sorten als Gemüse-, Arznei- und Gewürzpflanze angebaut. Der Ursprung der Pflanzensorten, bei denen es sich weder um aus Spanien kommende noch um Pfeffer-Arten handelt, liegt in Süd- und Mittelamerika, natürliche Vorkommen reichen jedoch bis in den Süden Nordamerikas. Die Art ist der am weitesten verbreitete Vertreter der Gattung Paprika (Capsicum).
Das Artepitheton annuum bedeutet in etwa so viel wie „einjährig“, aber der Gebrauch dieses Begriffs im Namen dieser Pflanze ist irreführend, da Capsicum-Arten durchaus länger als ein Jahr kultivierbar sind, wenn sie nicht zu niedrigen Temperaturen ausgesetzt werden. Insbesondere in ihrer tropischen Heimat können sie zu großen, ausdauernden Sträuchern heranwachsen. Genauer genommen bedeutet der Begriff einjährig in der Botanik auch in erster Linie, dass sich die Pflanze innerhalb einer Vegetationsperiode geschlechtlich vermehren kann, was bei allen Capsicum-Arten der Fall ist.

## Beschreibung

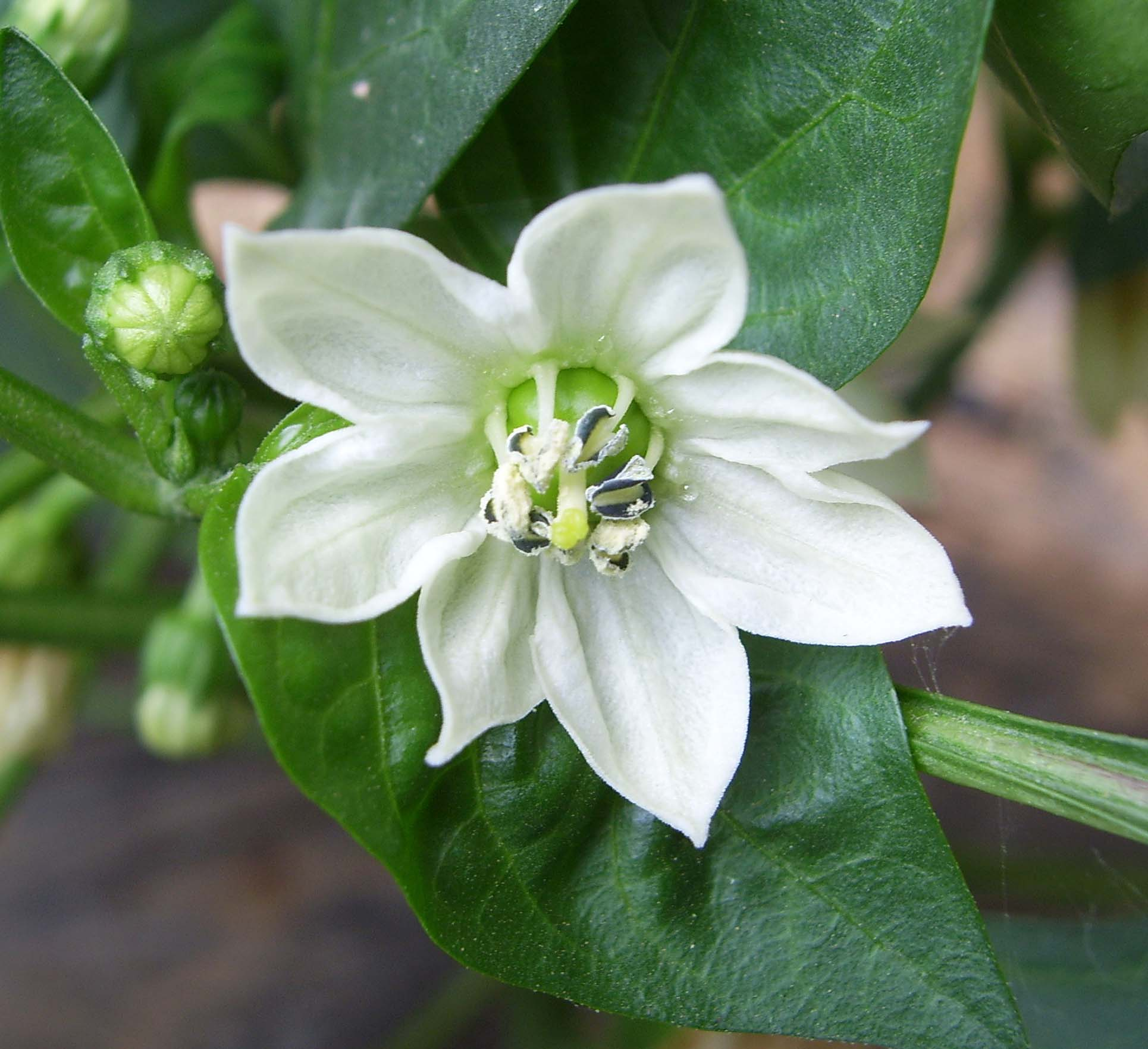
Blühende Capsicum annuum

Die Capsicum-annuum-Pflanzen werden bis zu 150 cm hoch und wachsen als buschiger Halbstrauch, aber meistens nach oben gestreckt. In der Nähe der Wurzel verholzen die Pflanzen relativ leicht. Die Blätter sind nach vorn zugespitzt, zwischen 5 und 25 cm lang und zwischen 3 und 15 cm breit.
Die Blüten des Capsicum annuum wachsen meistens einzeln aus den Verzweigungen des Stiels, sehr selten sind auch zwei oder drei Blüten in einer Verzweigung zu finden. Meistens ist dies in der ersten Verzweigung der Sprossachse bei den so genannten Königsblüten zu beobachten. Die meistens fünf (aber auch vier bis sieben) Kronblätter sind weiß. Seltener haben sie violette Linien oder sind komplett violett. Typisches Merkmal sind die oft bläulichen Staubgefäße und der Kelch mit seinen kurzen (0,5 cm) Zipfeln. Blüten und Früchte hängen meistens nach unten, jedoch gibt es auch Sorten wie die Wildform Tepin, deren Früchte nach oben wachsen. Botanisch gesehen sind die Früchte Beeren.
Die meisten Sorten dieser Art werden in Kultur fast immer einjährig gehalten. Die Art Capsicum annuum ist die am häufigsten angebaute Sorte der Chilis. Zu dieser Art gehören so gut wie alle milden (Gemüsepaprika) oder moderat scharfe Sorten (Peperoni) und die meisten der scharfen und sehr scharfen Chilis. Die in Europa im Supermarkt erhältlichen Chilis sind fast immer Capsicum annuum-Sorten.
Die Chromosomenzahl beträgt 2n = 24, es wurden aber auch 2n= 12 oder 36 festgestellt.

## Geschichte der Kultivierung

### Herkunft aus Amerika
Ursprüngliche Heimat der Capsicum annuum ist wahrscheinlich das heutige Mexiko. Das Verbreitungsgebiet vor der Entdeckung Amerikas umfasste Gebiete Nordkolumbiens bis in den Süden der USA.

### Weltweite Verbreitung
Nachdem durch die Reisen Christoph Kolumbus’ die ersten Paprikapflanzen Amerika verließen, verbreitete sich die Pflanze, unterstützt durch die große Ausdehnung der Kolonialherrschaft Portugals, schnell über die ganze Welt.
Nach Nord- und Mitteleuropa gelangte die Paprika über Umweg auf den Balkan, wo sie durch die Türken eingeführt wurden, die sie wahrscheinlich wiederum aus portugiesischen Kolonien in Indien und Persien erhalten hatten. Fast alle so eingeführten Pflanzen scheinen zur Art Capsicum annuum gehört zu haben, wie zahlreiche Einträge in Herbarien seit dem 16. Jahrhundert zeigen. Zu den so gesammelten Belegen gehören Capsicum-annuum-Pflanzen verschiedener Fruchtformen (glocken-, pyramiden- und tomatenförmig) und mit sowohl aufrecht als auch hängend wachsenden Früchten.
Lange Zeit wurden die in Nord-Europa gezogenen Capsicum-annuum-Pflanzen nur als Zierpflanzen genutzt, erst Ende des 17. Jahrhunderts tauchten vereinzelt Anweisungen zur kulinarischen Nutzung der Früchte auf. Oft wurde darauf hingewiesen, die Früchte vorsichtig und sehr sparsam zum Würzen des Essens zu benutzen. Im 18. Jahrhundert wurde mehr und mehr Gemüse sauer eingelegt zubereitet, so auch zumeist grüne Capsicum-annuum-Früchte, teilweise wurden die Früchte auch genutzt, um anderes Gemüse beim Einlegen zu würzen.
Historische, im deutschsprachigen Raum genutzte Bezeichnungen waren Brunsilgenpéper, Cayennepfeffer, Curry, Guineapfeffer, Hennenpfeffer, Kappenpfeffer, Negropfeffer, brasilianischer Pfeffer, hispanischer Pfeffer, indianisch-kalickuttischer Pfeffer, spanischer Pfeffer und Polterhannes.

## Ernährung und Inhaltsstoffe
Paprika und Chilis sind eine gute Quelle für die Vitamine C, A, E und Folsäure. Der Vitamingehalt hängt stark vom Kultivar, dem Reifegrad und der Verarbeitung ab. Paprika enthalten oft mehr als doppelt so viel Vitamin C wie Äpfel oder Orangen.:Fig. 4

Strukturformel von Capsaicin

Der scharfe Geschmack der meisten Sorten entsteht durch den Inhaltsstoff Capsaicin und verwandte Stoffe (Capsaicinoide). Die Konzentration ist zwischen den verschiedenen Sorten von Capsicum annuum sehr unterschiedlich. Die Scoville-Skala, Einheitssymbol SCU, wurde speziell für die Messung des Capsaicingehalts entwickelt. Während Gemüsepaprika nahezu kein Capsaicin enthalten (0 SCU), haben schon Jalapeños einen Wert von 2500–8000 SCU. Die schärfsten Vertreter von Capsicum annuum, wie der Cayenne oder die Wildform Chiltepin liegen bei ca. 30.000–50.000 SCU. Andere Arten wie beispielsweise Capsicum chinense enthalten zum Teil noch mehr Capsaicin.

## Systematik

### Varietäten und Gruppen
Es existiert keine allgemein anerkannte Systematik innerhalb der Art. Eine einfache Gruppierung unterscheidet nur zwischen Capsicum annuum var. glabriusculum (teilweise auch als var. aviculare bezeichnet) für alle Wildsorten und Capsicum annuum var. annuum für die Kultursorten.
Eine andere Gruppierung teilt die Art anhand der Fruchtform und -farbe auf: Die Cerasiforme-Gruppe zeichnet sich durch kleine, kirschförmige Früchte aus; die Conioides-Gruppe besitzt aufrechte, meistens kleine, kegelförmige Früchte; als Mitglieder der Fasciculatum-Gruppe zählen Sorten mit roten, zapfenförmigen Früchten; in der Grossum-Gruppe befinden sich die großen, meistens süßen Gemüsepaprika und die Longum-Gruppe weist lange, oft gebogene Früchte auf, die oft in Büscheln gebildet werden.

### Sorten

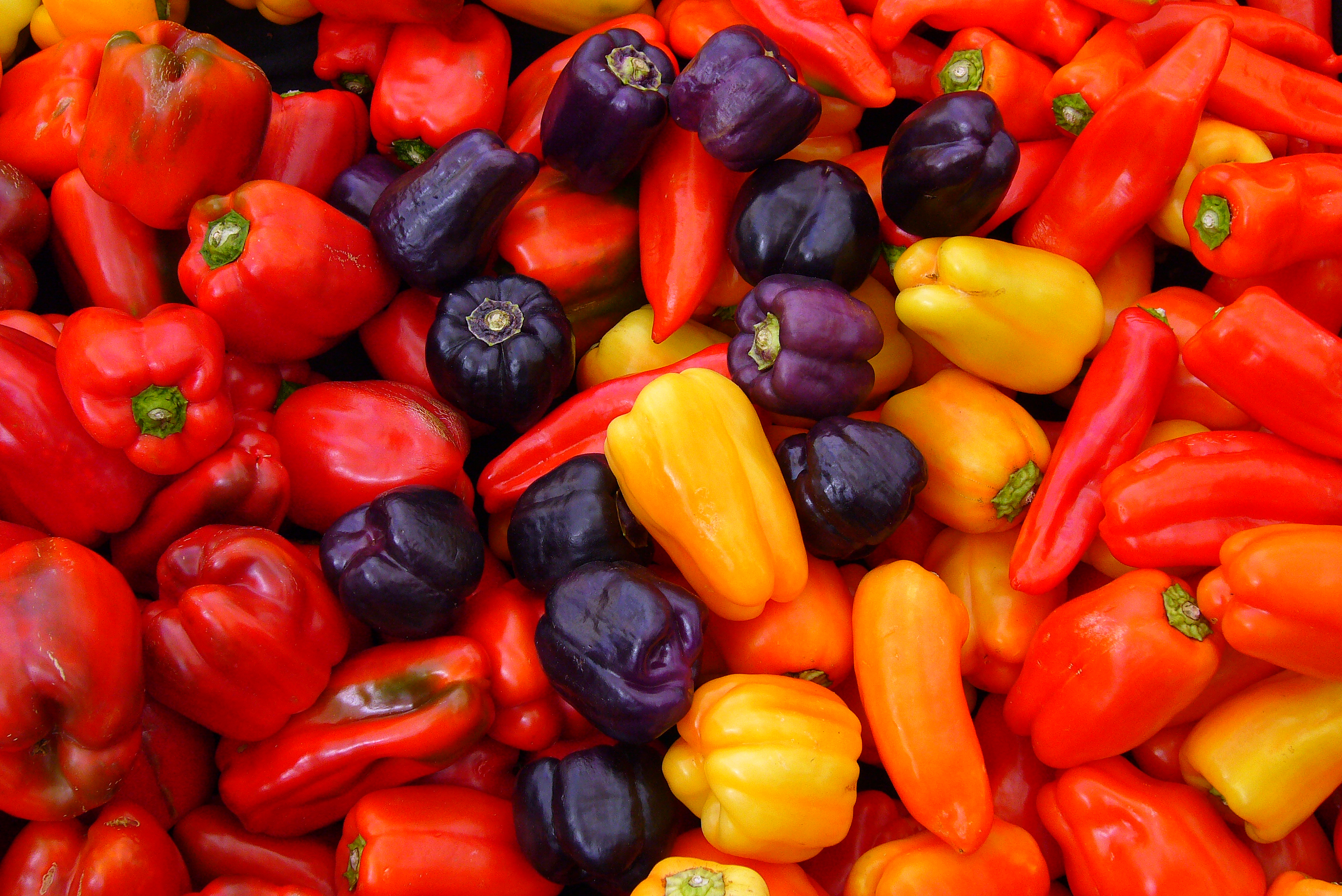
Verschiedene Früchte dieser Art

Begründet durch die lange Kultivierung, einfache Fremdbestäubung und gerade in letzter Zeit umfangreiche gezielte Züchtung existiert eine Vielzahl verschiedener Chilisorten, die sich oftmals nicht oder nur durch relativ wenige erkennbare Merkmale unterscheiden. Hinzu kommt, dass oftmals für ein und dieselbe Sorte verschiedene Namen verwendet werden, teilweise unbewusst, teilweise – wie vor allem in Mexiko, wo für verschiedene Reifestadien andere Bezeichnungen verwendet werden – bewusst. Viele Lokalsorten haben sich über Jahre hinweg in bestimmten Gebieten herausgebildet, so dass man teilweise genaugenommen schon von einer neuen Sorte sprechen kann, wenn die Frucht von der Pflanze eines anderen Bauern geerntet wurde.

### Fruchttypen
Zur besseren Übersicht über die Vielfalt der Sorten werden oft Fruchttypen beschrieben, die zwar keine genau botanische Unterteilung erlauben, aber gerade im Landwirtschaftsbereich eine große Anwendung finden. Die nachstehend aufgeführten Fruchttypen bilden keineswegs alle Sorten ab, die weltweit gezüchtet werden, oftmals ist auch schon eine Zuordnung zu diesen Fruchttypen nicht eindeutig möglich.
- (Chil)Tepin/Pequin-Typ: Zu diesem Typ gehört die Wildsorte Chiltepin (C. annuum var. glabriusculum bzw. C. annuum var. aviculare), mit kleinen, runden bis spitzen, meistens roten Früchten. Oft werden die Früchte auch „Bird Chilis“ oder „Bird Eye Chilis“ genannt, da sie gerne von Vögeln gefressen werden. Einige Ziersorten bilden etwas größere Früchte und reifen in verschiedenen Farben wie violett oder schwarz. Chiltepin-Chilis sind sehr scharf.
- Cayenne-Typ: Typisch für alle cayenne-artigen Sorten ist die längliche Frucht mit spitzem Ende, die oftmals halbrund, manchmal auch vollständig rund geformt ist. Der ursprüngliche Cayenne-Chili ist rot, es gibt aber auch gelbe Züchtungen. Die meistens in deutschen Supermärkten zu findenden holländischen Dutch-Red-Chilis sind wahrscheinlich aus indonesischen Cayenne-Sorten gezüchtet worden. Durch geringere Schärfe und eine weniger derbe Außenhaut sind sie besser an die Kundenwünsche angepasst.
- Jalapeño-Typ: Im Gegensatz zum Cayenne-Chili zeichnet sich der Jalapeño-Chili vor allem durch die runde Spitze aus. Die Früchte sind zudem gerade, etwas kegelförmiger und weniger scharf. Sie sind in reifem Zustand rot, werden aber traditionell in unreifem Zustand geerntet und verarbeitet. Daher sind sie im Handel meist grün. Es gibt auch violette und gelbe Varianten, die ebenfalls rot abreifen.

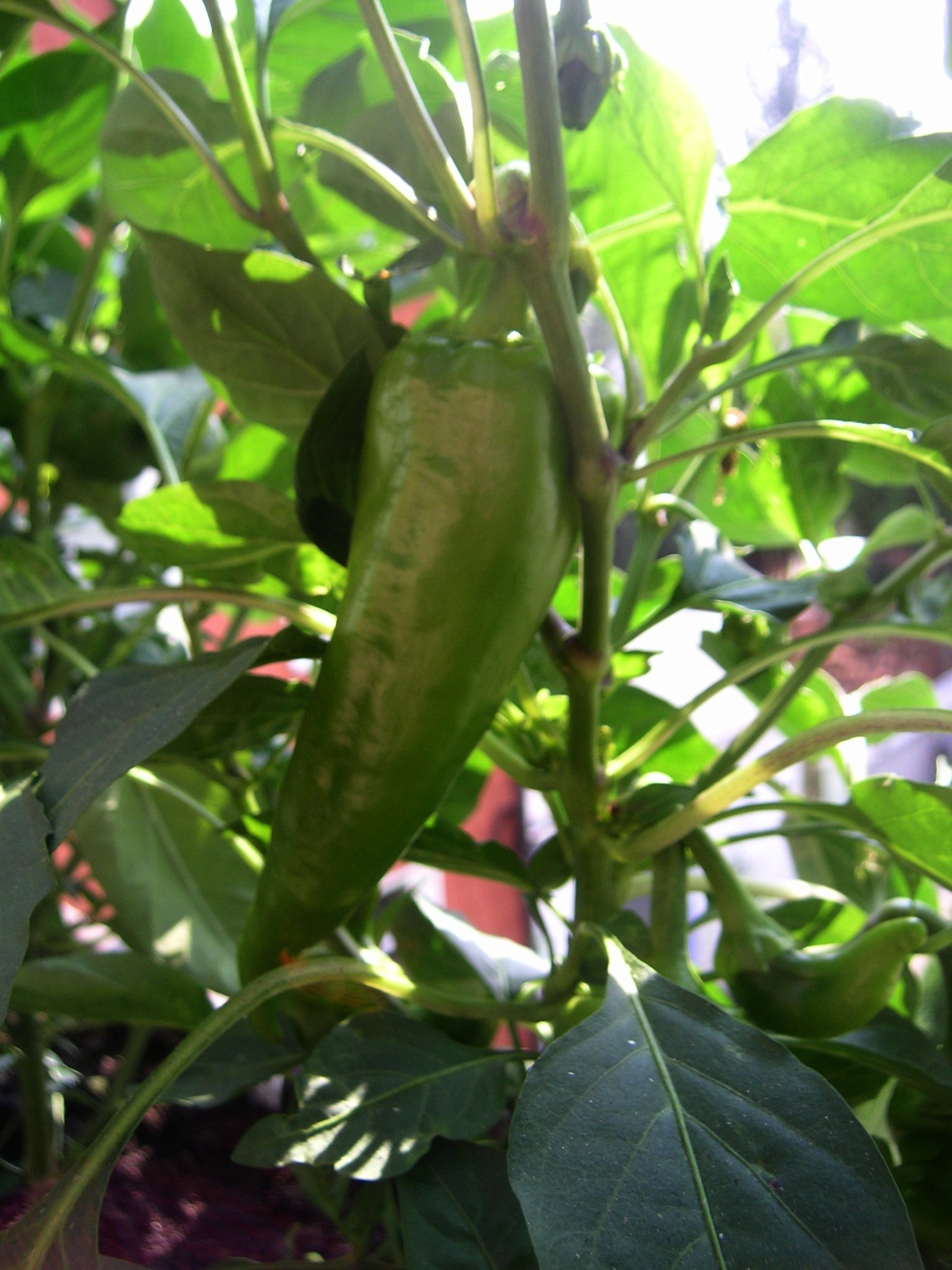
Anaheim-Typ, unreife Frucht

- Anaheim-Typ: Oftmals auch als „New Mexican“ bezeichnet, ist dieser Fruchttyp einer der beliebtesten unter den größeren Paprikafrüchten in den USA und auch in Mexiko weit verbreitet. Die Früchte werden 15–20 cm lang und laufen nach vorne spitz zu. Mit leichter Schärfe und großen Innenräumen eignen sich die Früchte gut zum Füllen, sie werden jedoch auch oft zu Paprikapulver verarbeitet.
- Poblano-Typ: Etwas breiter als Anaheim ist der Poblano eher in Mexiko als in den USA bekannt, doch auch dort wird dieser Fruchttyp verkauft. Je nach Farbe heißen die reifen und getrockneten Früchte auch Ancho oder Mulato. Der in der Türkei als Dolmalik verkaufte Paprika gehört ebenfalls zu diesem Fruchttyp.
- Short-Wax/Hot-Wax-Typ: Der Name Wax weist auf die fast wachsartige Oberfläche der Früchte dieses Fruchttyps hin. Sie sind bis maximal zehn Zentimeter lang, nach vorne spitz zulaufend und werden meistens in unreifem Zustand geerntet, in dem sie eine gelbliche, fast weiße Farbe haben.
- Long-Wax-Typ: Wie Short-Wax, nur etwas länger und meistens weniger scharf.
- Kirschpaprika-Typ: Mit bis zu fünf oder sechs Zentimeter Durchmesser, der runden Form und der meistens kräftig roten, aber auch gelben oder braunen Farbe erinnern die Kirschpaprika sehr stark an reife Kirschen. Wegen ihres dicken und festen Fruchtfleisches werden sie gern gefüllt und eingelegt, gelegentlich werden sie jedoch auch zum Trocknen benutzt. In Europa bekannte Sorten stammen meistens aus Ungarn; Kirschpaprika werden auch in Mexiko angebaut, dort tragen sie den Namen Cascabel.
- Glockenpaprika/Blockpaprika-Typ: Dies sind die bekannten Gemüsepaprika. Mit drei oder vier Kammern, dickem Fruchtfleisch und einer Länge von 10–15 cm bei einem Durchmesser von ca. 10 cm sind sie die beliebtesten Paprika in deutschen Supermärkten. Die ursprüngliche Form reift rot ab, ähnlich verbreitet ist jedoch auch die gelbe Form, zudem gibt es orange oder violette Sorten und solche, die vor der Reife möglichst lange grün bleiben.
- Cubanelle-Typ: Obwohl Cubanelle in etwa Kubaner(lein) bedeutet, stammen diese Chilisorten ursprünglich aus Italien. Die Früchte sind mit den blockförmigen Gemüsepaprika vergleichbar, jedoch etwas kleiner und länglicher. Teilweise besitzen sie auch eine ausgeprägte Spitze.